# Mary Peltola

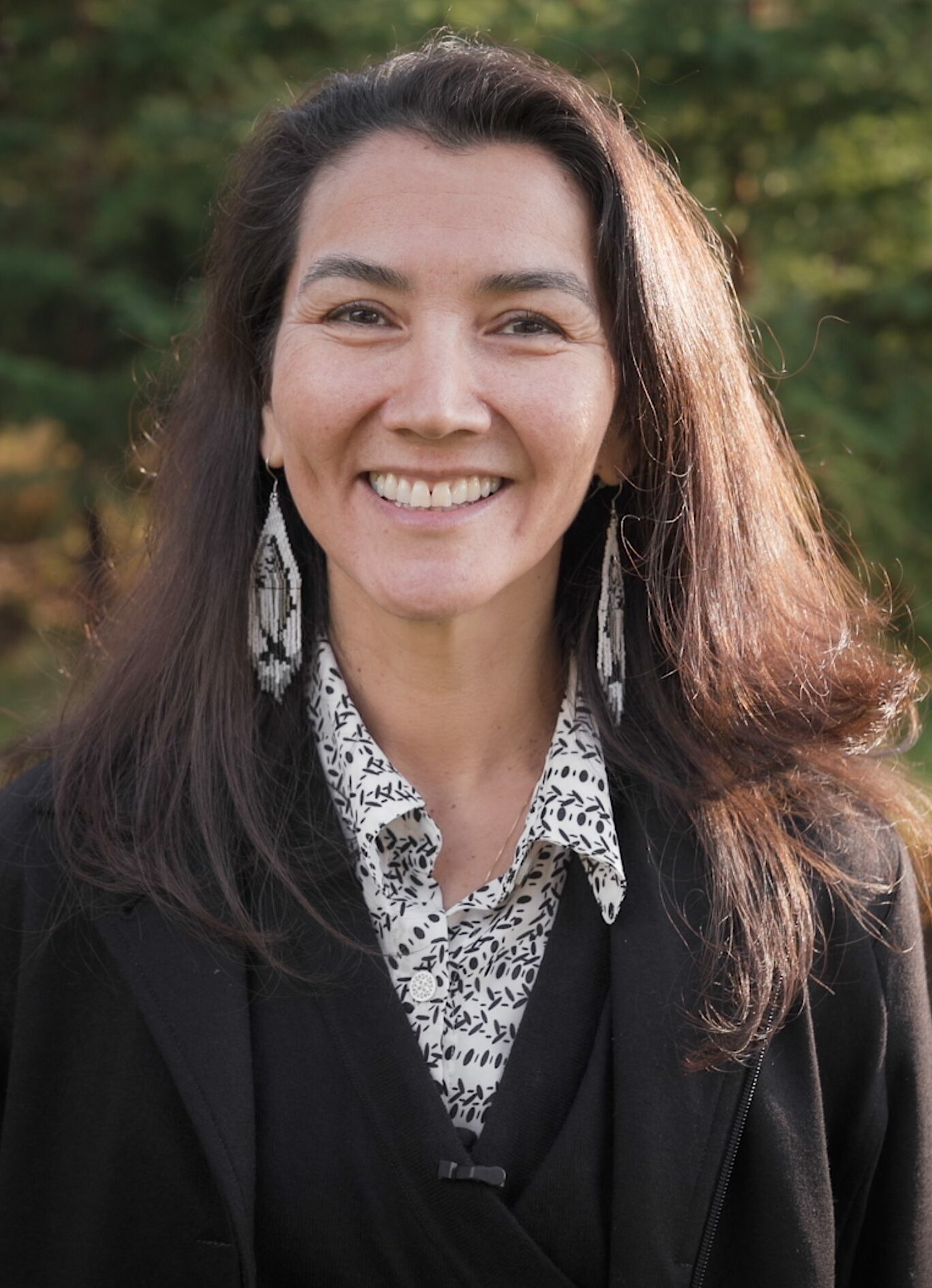
Mary Peltola (2022)

Mary Peltola (geborene Sattler; * 31. August 1973 in Anchorage, Alaska) ist eine US-amerikanische Politikerin der Demokratischen Partei. Von September 2022 bis Januar 2025 vertrat sie den einzigen Sitz des Bundesstaats Alaska im US-Repräsentantenhaus. Damit wurde Alaska im Kongress erstmals durch eine indigene Frau vertreten.

## Biografie
Mary Peltola gehört dem indigenen Volk der Yupik an und wuchs im ländlichen Alaska auf. Nach einem Studium der Erziehungswissenschaften an der University of Northern Colorado arbeitete sie für das Alaska Department of Fish and Game.
Im September 2023 starb ihr Ehemann bei einem Flugunglück in Alaska.

## Politik
Nach einer ersten Kandidatur für das Repräsentantenhaus von Alaska 1996 folgte eine Zeit als Reporterin, die Peltolas Blick dafür schärfte, dass die ländliche Bevölkerung in der Politik Alaskas wenig vertreten war. 1998 trat sie erneut an und gewann einen Sitz im Repräsentantenhaus, den sie zehn Jahre innehatte, während Sarah Palin Gouverneurin des Bundesstaats Alaska war. Sie verließ das Staatsparlament 2009 aus familiären Gründen. Anschließend war sie während einer Legislaturperiode Mitglied des Stadtrats von Bethel und seit 2017 Vorstandsvorsitzende der Kuskokwim River Inter Tribal Fish Commission.

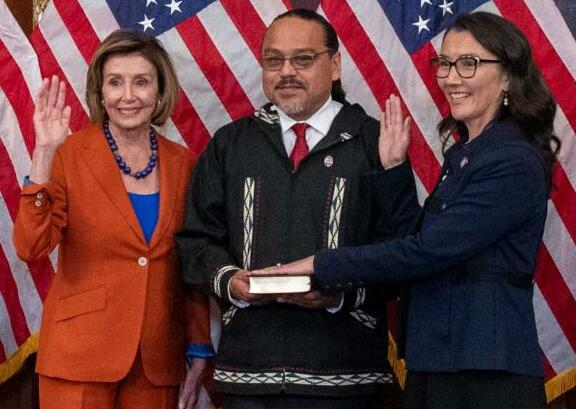
Vereidigung von Mary Peltola durch Nancy Pelosi

Peltola bewarb sich im Juni 2022 für die Nachwahl des einzigen Sitzes von Alaskas im Repräsentantenhaus der Vereinigten Staaten. Der republikanische Kongressabgeordnete Don Young, der Alaska fast 50 Jahre vertreten hatte, war im März 2022 im Alter von 88 Jahren verstorben. In der offenen Vorwahl am 11. Juni belegte sie mit 10,1 % den vierten Platz. In der eigentlichen Nachwahl am 16. August konnte sie sich in der zweiten Runde mit 51,5 % durchsetzen. Dabei besiegte sie unter anderem die favorisierte ehemalige Gouverneurin Sarah Palin. Sie wurde daraufhin am 13. September 2022 durch Nancy Pelosi vereidigt. Ihre Legislaturperiode im Repräsentantenhaus des 117. Kongresses lief bis zum 3. Januar 2023.
Die Primary (Vorwahl) für die regulären Wahlen 2022 konnte sie mit 36,8 % ebenfalls gegen Palin gewinnen. Dadurch trat sie am 8. November 2022 erneut gegen Palin sowie zehn weitere Bewerber an. Sie konnte sich in der dritten Runde mit 54,9 % der Stimmen durchsetzen und war dadurch auch im Repräsentantenhaus des 118. Kongresses vertreten. In der Kongresswahl 2024 musste sie sich am Ende dem Republikaner Nick Begich III mit 51,3 % zu 48,7 % geschlagen geben. Damit schied sie zum 3. Januar 2025 aus dem Repräsentantenhaus aus.

### Ausschüsse
Peltola war Mitglied in folgenden Ausschüssen des Repräsentantenhauses:
- Committee on Education and Labor
  - Early Childhood, Elementary, and Secondary Education
  - Health, Employment, Labor, and Pensions
  - Workforce Protections
- Committee on Natural Resources
  - National Parks, Forests, and Public Lands
  - Water, Oceans, and Wildlife

### Positionen
Ein Schwerpunkt ihrer politischen Arbeit ist der Rückgang der Lachsbestände, der in Alaska ein drängendes Problem darstellt. Außerdem befürwortet sie Maßnahmen für besseren Klimaschutz und setzt sich für Liberalisierung des Abtreibungsrechts ein.